# Dendrelaphis inornatus
Dendrelaphis inornatus är en ormart som beskrevs av Boulenger 1897. Dendrelaphis inornatus ingår i släktet Dendrelaphis och familjen snokar.
Arten förekommer i sydöstra Asien på Komodo, Timor och på flera mindre öar i regionen. Honor lägger ägg.

## Underarter
Arten delas in i följande underarter:
- D. i. inornatus
- D. i. timorensis